# Aaron Blunck
Pour les articles homonymes, voir Blunck.
Aaron Blunk, né le 12 avril 1996, est un skieur acrobatique américain spécialiste du half-pipe. Il a commencé la compétition de half-pipe assez jeune, débutant en Coupe du monde en décembre 2011 à Copper Mountain. Depuis 2013, il est monté à diverses reprises sur des podiums et remporte sa première victoire à Copper Mountain en décembre 2013.

## Palmarès

### Jeux olympiques
- Sotchi 2014 : 7e en half-pipe
- Pyeongchang 2018 : 7e en half-pipe

### Championnats du monde
| Édition/Discipline             | Half-Pipe |
| Mondiaux 2013 ( Oslo)          | 6e        |
| Mondiaux 2017 ( Sierra Nevada) | Or        |
| Mondiaux 2019 ( Deer Valley)   | Or        |
| Mondiaux 2021 ( Aspen)         |           |

### Coupe du monde
- Meilleur classement général : 3e en 2020.
- 1 petit globe de cristal :
  - Vainqueur du classement half-pipe en 2020.
  - (Vainqueur du classement half-pipe en 2021 sans petit globe de cristal décerné avec seulement une épreuve).
- 14 podiums en Half-Pipe dont 6 victoires.

#### Détails des victoires
| Édition / Épreuve | Half-pipe        |
| 2013-2014         | Copper Mountain  |
| 2015-2016         | Park City        |
| 2018-2019         | Copper Mountain  |
| 2019-2020         | Copper Mountain  |
| 2019-2020         | Mammoth Mountain |

### Winter X Games
- Winter X Games 2015 : 13e en Halfpipe
- Winter X Games 2016 : 10e en Halfpipe
- X Games Oslo 2016 : 7e en Halfpipe
- Winter X Games 2017 : 1er en Halfpipe
- Winter X Games 2018 : 7e en Halfpipe
- Winter X Games 2019 : 8e en Halfpipe
- Winter X Games 2020 : 2e en Halfpipe